# Salpichroa ramosissima
Salpichroa ramosissima är en potatisväxtart som beskrevs av John Miers. Salpichroa ramosissima ingår i släktet Salpichroa och familjen potatisväxter. Inga underarter finns listade i Catalogue of Life.